# Nepenthes lingulata
Nepenthes lingulata Chi.C.Lee, Hernawati & Akhriadi, 2006 è una pianta carnivora della famiglia Nepenthaceae, endemica di Sumatra, dove cresce a 1700–2100 m.